# Florín (moneda británica)
El florín o moneda de dos chelines es una moneda que se acuñó en el Reino Unido entre los años 1849 y 1967, con una emisión especial para coleccionistas en 1970, y que en el sistema monetario utilizado antes de la decimalización en 1971 equivalía a la décima parte de una libra esterlina o 24 antiguos peniques.
Introducido como parte de un experimento de decimalización que no tuvo éxito en su momento, el florín original de 1849 generó controversia por omitir las referencias a Dios en los títulos de la reina Victoria, por lo que se denominó como «florín sin Dios». El llamado «florín gótico» sustituyó al florín original en 1851.
Durante la mayor parte de su existencia, el florín mostraba en su reverso alguna variación de los escudos de las naciones constituyentes del Reino Unido o de sus emblemas florales, hasta 1902, cuando cambió el diseño por una figura de Britania. En 1911, con el reinado de Jorge V, el florín recuperó el diseño de escudos y cetros que tenía a fines de la era victoriana, y mantuvo este motivo hasta 1937, cuando retornaron los emblemas nacionales.
En 1968, antes de la decimalización, la Real Casa de Moneda comenzó a acuñar la nueva moneda de diez peniques, idéntica al florín en especificaciones y valor facial. El florín siguió en circulación en conjunto con la nueva moneda hasta 1993, cuando se redujo el diámetro de los diez peniques.

## Historia

### Antecedentes
Aunque las primeras propuestas para la decimalización del sistema monetario británico datan de 1682, la idea tomó seriedad cuando Estados Unidos, Francia, y otros países a fines del siglo XVIII y principios del siglo XIX, comenzaron a adoptar sistemas decimales, y cuando en 1841 y 1843 distintas comisiones pidieron su implementación.
En 1847 sir John Bowring presentó una moción en el Parlamento que pedía la introducción de un sistema monetario decimal, y la acuñación de monedas de un décimo y un centésimo de libra. Esta propuesta recibió un gran apoyo, y el gobierno de John Russell prometió la producción de una moneda valorada en una décima parte de una libra, o dos chelines, para poner a prueba a la opinión pública, y para considerar en el futuro la introducción de otras monedas decimales.
Hubo mucha discusión sobre la denominación de la nueva moneda antes de que se decidiera por florín. Este nombre no se debía a la antigua moneda inglesa de la misma denominación, sino que a la moneda de los Países Bajos, que era similar en valor y tamaño.

### Victoria (1849-1901)

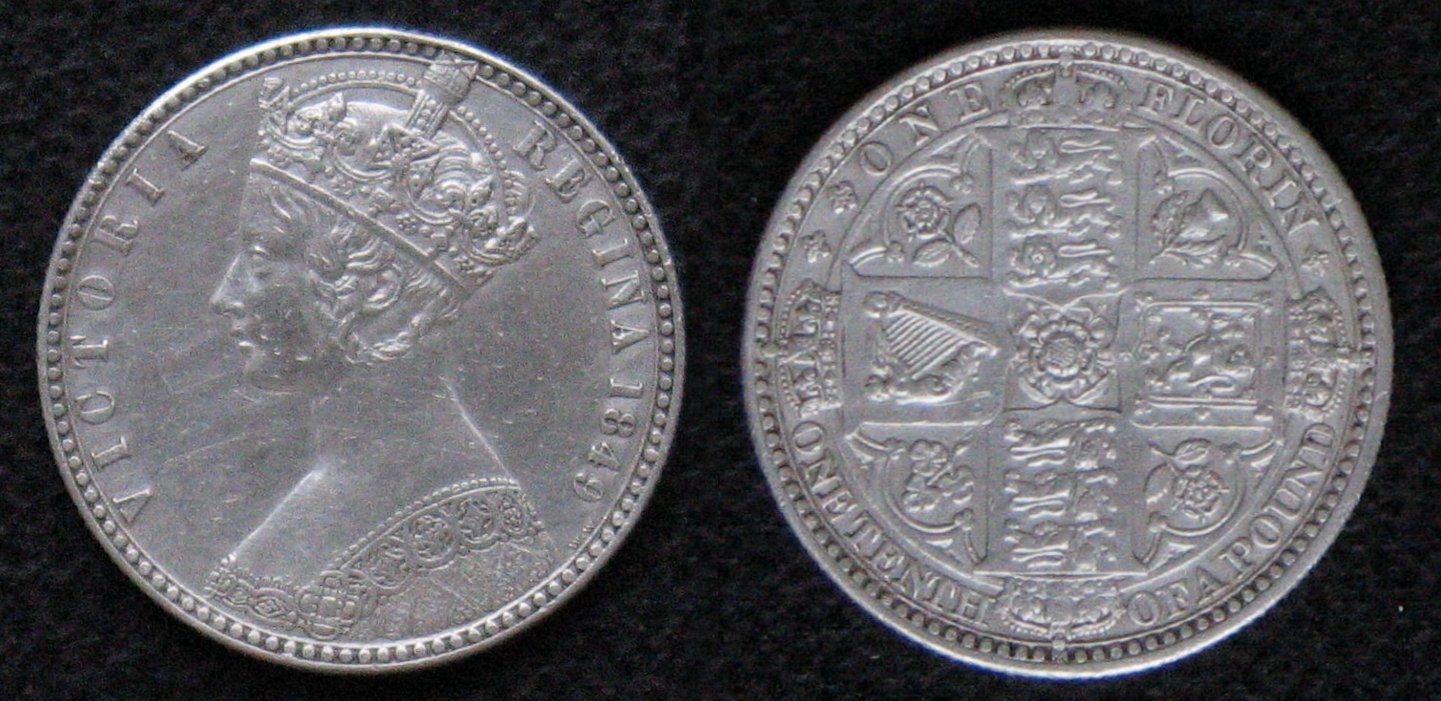
El «florín sin Dios» de 1849.

Los primeros florines se acuñaron en 1849, y presentan un estilo gótico con un retrato de la reina Victoria muy joven en el anverso, y los escudos coronados de las naciones del Reino Unido en una formación cruciforme, junto a sus emblemas florales ubicados en los ángulos, en el reverso. Esta moneda se asemeja mucho a la denominada corona gótica de 1847 —el diseñador del anverso de ambas piezas fue el grabador jefe de la Real Casa de Moneda, William Wyon, mientras que el diseñador del reverso de ambas monedas fue William Dyce—, aunque a diferencia de la escritura gótica de la corona, el florín de 1849 tiene letras romanas. La moneda de 1849, emitida en plata, pesa 11,3 gramos (definido como 4⁄11 de onza troy) y tiene un diámetro de 28 milímetros. Además, la nueva moneda deja en claro su valor facial con la inscripción one florin one tenth of a pound (un florín, un décimo de una libra) en el reverso. Para ayudar en el experimento decimal la moneda llamada media corona (dos chelines y seis peniques, o un octavo de una libra), cercana al florín en tamaño y valor facial, no se emitió entre 1850 y 1874, año en que se volvió a acuñar a pedido de los bancos. Diversas encuestas señalaron que ambas monedas desempeñaban un papel útil en el comercio, y circularon juntas hasta la decimalización.
Esta primera acuñación causó un gran impacto, ya que por primera vez en casi 200 años una moneda británica presentaba un retrato del monarca con una corona, además de que la inscripción en el anverso victoria regina 1849 omitía la habitual d g de Dei gratia (por la gracia de Dios) de la inscripción de la moneda, lo que llevó a que se le conociera como el «florín sin Dios». La omisión de la abreviatura f d de Fidei defensor (Defensora de la fe) generó aún una mayor controversia. Algunos sospechaban que el maestro de ceca, Richard Lalor Sheil, irlandés y católico, conspiraba para derrocar al régimen protestante, pero, de hecho, la inscripción había sido sugerida por el príncipe Alberto, esposo de la reina Victoria. Sheil declaró en la Cámara de los Comunes que la inscripción había sido un error, y el florín se rediseñó para su próxima edición en 1851.
El diámetro del nuevo florín se incrementó a 30 milímetros y todas las letras se cambiaron a estilo gótico, lo que ayudó a que se conociera como el «florín gótico». Esta moneda se realizó por los mismos diseñadores, la fecha aparece en números romanos y ni la efigie de la reina Victoria, ni la heráldica del reverso cambiaron en gran medida. La inscripción en el anverso es la de victoria d g britt reg f d con la fecha de acuñación, mientras que en el reverso se muestra one florin one tenth of a pound. A pesar de la existencia de una comisión real, el impulso por la decimalización pronto se extinguió, y no había más que un tibio apoyo para una moción de 1855 en la Cámara de los Comunes, que aplaudía la emisión del florín y que buscaba la puesta en circulación de nuevas monedas decimales. El florín gótico se acuñó cada año hasta 1887, con excepción de 1861 y 1882. Desde 1864 muchos florines llevaron números de troquel en el anverso, como parte de una posible investigación de la ceca sobre el tiempo en que se desgastaban estas matrices de acuñación. A partir de 1867 el brit del anverso pasó a britt, para seguir la práctica de que en latín se duplica la consonante final en las abreviaciones de plurales. Así, el título de la reina Victoria cambió a «Reina de los británicos», para incluir las colonias y otros territorios.
En 1887, como parte de un rediseño de la familia de monedas para el jubileo de oro de la reina Victoria, un nuevo diseño del anverso, que muestra a la reina como una mujer mayor, debutó en las monedas de plata y de oro. Este diseño se conoció como el «retrato del jubileo», y su diseño se realizó por Joseph Boehm. Los diversos emblemas florales se retiraron del reverso y se reemplazaron por cetros entre los escudos, con la aparición de una estrella de la Orden de la Jarretera en el centro. El retrato del jubileo rápidamente resultó impopular debido en parte a la corona que llevaba la reina, que se consideró como ridículamente pequeña. El florín del jubileo compartió su reverso con el doble florín, denominación que tuvo una corta duración. El creador y grabador del diseño fue Leonard Charles Wyon, bajo la influencia de la familia de monedas de oro de Carlos II diseñada por John Roettiers. El diámetro se redujo a 29,5 milímetros, y todas las inscripciones estaban en letras latinas y números arábigos. La inscripción en el anverso muestra victoria dei gratia, mientras que en el reverso dice fid def britt reg, sin indicación del valor facial. El florín del jubileo se acuñó cada año entre 1887 y 1892.
Dada la impopularidad del busto del jubileo, en febrero de 1891 se creó un comité para recomendar nuevos diseños. Se seleccionó un anverso diseñado por Thomas Brock, y el comité también recomendó algunos nuevos diseños para el reverso. El comité asesor recomendó que se usara una efigie distinta, también de Brock, para distinguir a la moneda de la media corona. Esta recomendación no se aceptó, y el florín utilizó el mismo anverso. Para distinguirlo mejor de la media corona, el diámetro se redujo de 29 a 28,5 milímetros. En el anverso está inscrito victoria dei gra britt regina fid def ind imp, junto con un nuevo reverso que muestra tres escudos separados por una rosa, un cardo y un trébol, que simboliza a Inglaterra, Escocia e Irlanda respectivamente, debajo de una corona, y la inscripción one florin two shillings (un florín, dos chelines). El creador de este reverso fue  sir Edward Poynter, y se emitió cada año entre 1893 y 1901, el año de la muerte de Victoria.

### Eduardo VII (1901-1910)
Las dos caras del florín se rediseñaron después de la ascensión del hijo de Victoria, Eduardo VII, por el grabador jefe de la ceca, George William de Saulles. El florín del rey Eduardo VII se acuñó cada año desde 1902 hasta 1910, y sus especificaciones permanecieron en 11,3 gramos de peso y 28,5 milímetros de diámetro. El anverso muestra la efigie del rey que mira hacia la derecha, con la inscripción edwardvs vii dei gra britt omn rex fd ind imp, mientras que el otro lado presenta una figura de Britania de pie azotada por el viento, que sostiene un escudo con su mano izquierda y un tridente con su mano derecha, con la inscripción one florin two shillings, (un florín, dos chelines) seguida por la fecha de acuñación.
De Saulles creó el nuevo florín de esta manera para distinguir la moneda de la media corona, ya que habían quejas de confusión entre ambas. Probablemente basó el diseño en el dólar de comercio británico de 1895. La modelo para el diseño fue Susan Hicks-Beach, la hija de Michael Hicks-Beach, primer conde de St. Aldwyn, quien sirvió como canciller de la Hacienda y maestro de la ceca de ex officio.

### Jorge V (1910-1936)

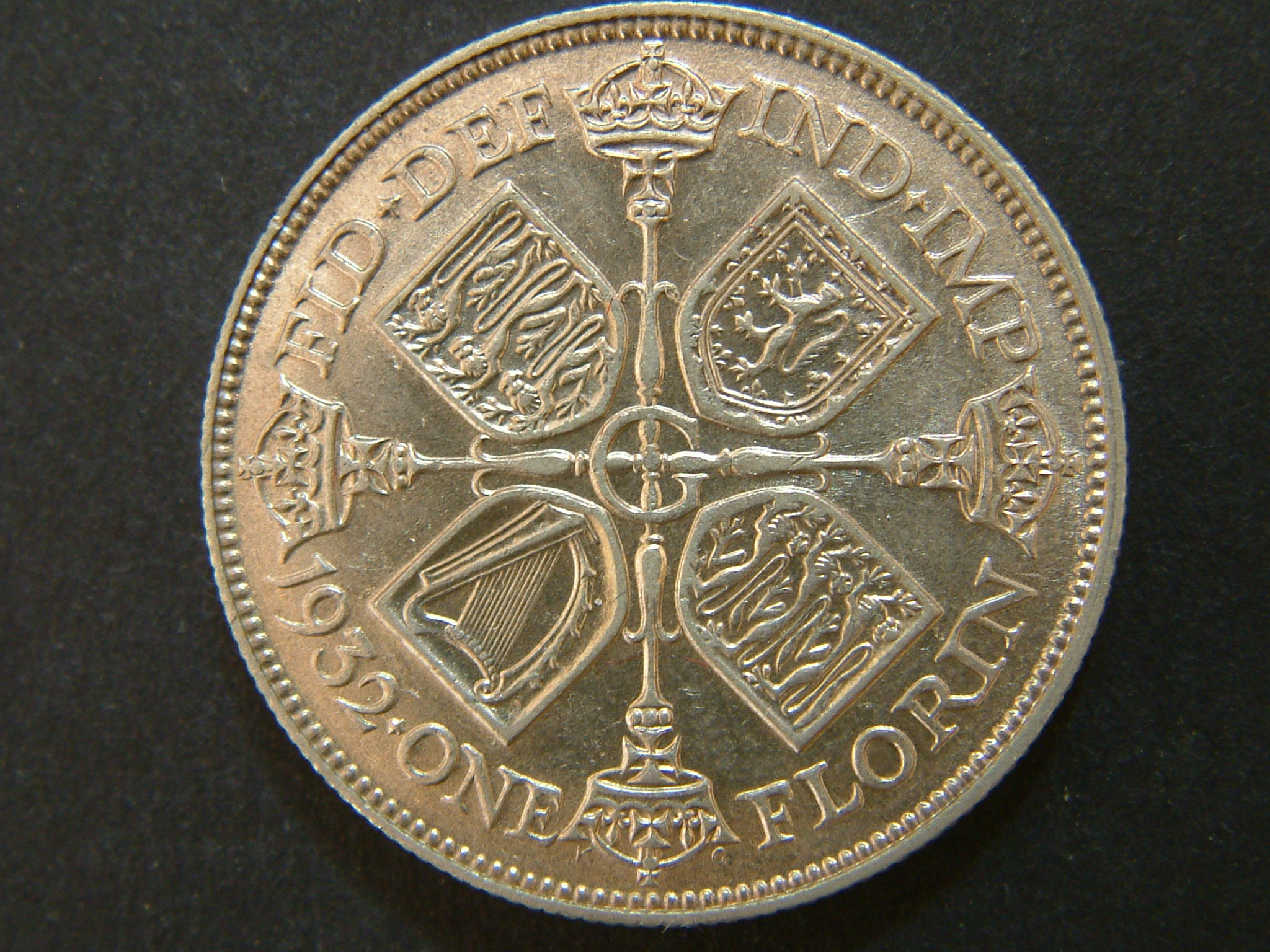
Reverso del florín de 1932.

Los florines que llevan la efigie de Jorge V orientada hacia la izquierda, realizada por sir Bertram Mackennal, se acuñaron en cada año del reinado (1910-1936), a excepción de 1910 y 1934. El diseño del reverso inicial (1911-1926) se desarrolló de forma interna en la Real Casa de Moneda, y estaba destinado a ser el diseño del doble florín de 1887, el cual es muy similar al «florín del jubileo». El peso y el diámetro de la moneda no cambiaron, pero, debido a los aumentos en el precio de la plata, la composición metálica se cambió en 1920 de 0,925 de plata a 50% de plata, 40% de cobre, 10% de níquel; en 1922 a 50% plata, 50% de cobre; y en 1927 a 50% de plata, 40% de cobre, 5% de níquel y 5% de zinc. Los cambios en la aleación después de 1920 se debieron a que la Casa de la Moneda intentó encontrar una aleación plateada que fuera atractiva. Las inscripciones en el anverso de la versión original del florín de Jorge V muestran georgivs v d g britt omn rex f d ind imp y en el reverso one florin (un florín) y el año de acuñación.
El florín modificado fechado entre 1927 y 1936 fue obra de George Kruger Gray y no alteró en gran medida el diseño de escudos y cetros, pero quitó las coronas de los escudos al posicionarlos en los cetros, y agregó una «G», la inicial del rey, en el centro del diseño. La inscripción en el anverso se convirtió en georgivs v dei gra britt omn rex, y en el reverso en fid def ind imp con la fecha y el valor one florin (un florín). El busto del rey en el anverso se modificó ligeramente en 1927.

### Eduardo VIII (1936)
A lo largo de 1936, el año en que reinó Eduardo VIII, continuó la acuñación de monedas de todas las denominaciones con los diseños de Jorge V, en espera de la preparación de las monedas del nuevo monarca. Debido a la abdicación de Eduardo, no se lanzaron de forma oficial a la circulación monedas que lo representaran. Existe un diseño de un florín para el rey Eduardo, que debió recibir la aprobación en la época en que el rey abdicó, en diciembre de 1936. Aunque existe una tradición de alternar la dirección de la efigie del monarca con cada reinado, y los retratos de Jorge V se habían orientado a la izquierda, Eduardo creía que ese lado era más halagador, por lo que el anverso muestra la efigie del rey orientada hacia la izquierda, diseñada por Humphrey Paget, con la inscripción edwardvs viii d g br omn rex. El reverso, obra de Kruger Gray, muestra una rosa coronada flanqueada por un cardo y un trébol, con una «E» debajo del cardo y una «R» debajo del trébol, y las inscripciones fid def ind imp y two shillings (dos chelines) 1937.

### Jorge VI (1936-1952)
El florín del rey Jorge VI, acuñado cada año entre 1937 y 1951, se parece mucho al planificado para su hermano Eduardo VIII. Como en los diseños para el rey Eduardo, se omiten las palabras one florin (un florín), las que permanecerían ausentes en el resto de la existencia de la moneda. El anverso, de Thomas Humphrey Paget, muestra la efigie del rey orientada hacia la izquierda con la inscripción georgivs vi d g br omn rex. El reverso, de Kruger Gray, representa una rosa coronada con un cardo y un trébol a cada lado. Hay una «G» debajo del cardo y una «R» debajo del trébol, y la inscripción fid def ind imp two shillings hasta 1948. Desde 1949, las monedas se acuñaron sin el ind imp, debido a la independencia de India. A partir de 1947, el contenido del metal cambió, como en todas las monedas de plata británicas en circulación, a 75% de cobre y 25% de níquel, lo que se debió a la necesidad de que el Reino Unido devolviera este metal de la Ley de Préstamo y Arriendo a los Estados Unidos. El diámetro y el peso del florín permanecieron sin cambios, en 11,3 gramos y 28,5 milímetros, a pesar del cambio de aleación.

### Isabel II (1953-1970)
Los florines de la reina Isabel II se acuñaron cada año entre 1953 y 1967, además de monedas con una calidad de prueba de acuñación datadas en 1970. El anverso muestra el retrato de la reina Isabel de Mary Gillick, con la inscripción elizabeth ii dei gratia britt omn regina en 1953, o elizabeth ii dei gratia regina en todos los demás años. Este cambio se realizó para reconocer la evolución de la Mancomunidad Británica, que para entonces contenía algunas repúblicas. El reverso, de Edgar Fuller y Cecil Thomas, representa una Rosa Tudor en el centro rodeada de cardos, tréboles y puerros, con la frase latina fid def, la denominación y la fecha. Los diseños fueron seleccionados por un comité asesor de la Casa de Moneda luego de una competencia pública.
De acuerdo con el plan de decimalización, a partir de 1968 se introdujo la nueva moneda de diez peniques del mismo tamaño, peso y composición metálica que el florín, por lo que dejó de ser acuñado para la circulación después de las emisiones de 1967. Las nuevas y viejas monedas circulaban en conjunto como florines antes del Día Decimal —15 de febrero de 1971—, y como diez peniques después.
Los florines permanecieron en circulación después del Día Decimal. En 1987, tras un estudio del sistema monetario, el gobierno de Margaret Thatcher anunció su intención de emitir una nueva moneda de diez peniques, reducida en tamaño. En 1992 se emitió una moneda más pequeña de diez peniques, después de lo cual el antiguo florín se desmonetizó el 30 de junio de 1993. Con esto, el florín se convirtió en la última moneda predecimal que se retiró de circulación.